# Релонкаві (естуарій)

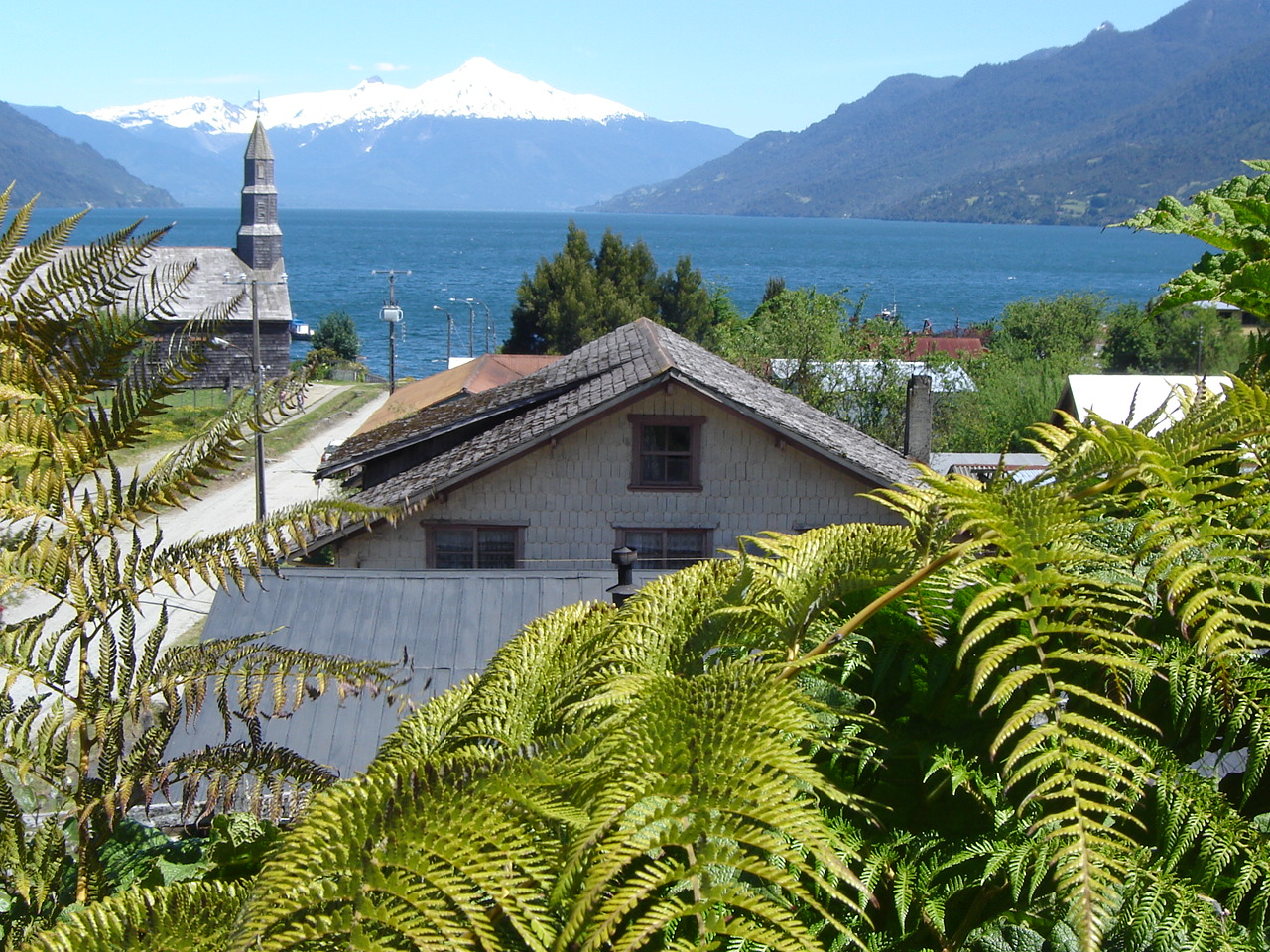
Естуарій Релонкаві на фоні вулкану Яте. Попереду містечко Кочамо

Мапа естуарію Релонкаві

Релонкаві́ (ісп. Estuario del Reloncaví) — естуарій в затоці Релонкаві, в південному Чилі (X Регіон Лос-Лаґос). За структурою має форму фіорда.
По берегах фіорда розташовано кілька національних парків та інших природоохоронних територій, серед яких:
- Національний парк Алерсе-Андіно,
- Національний парк Орнопірен,
- Національний парк Вісенте-Перес-Росалес,
- Національний заповідник Янкіуе,
- Долина Кочамо.

Над фіордом височить вулкан Яте.
В затоку впадають річки Пуело та Петроуе. Через останню витікають води озера Тодос-лос-Сантос.
| Чилі | Це незавершена стаття з географії Чилі. Ви можете допомогти проєкту, виправивши або дописавши її. |